# Лас-Тунас (провинция)
Лас-Тунас (исп. Las Tunas) — провинция Кубы, расположенная в восточной части острова. Граничит с Атлантическим океаном на севере, провинцией Камагуэй на западе, провинцией Ольгин на востоке, с Карибским морем и провинцией Гранма на юге.

## География
В южной части провинции на побережье залива Гуаканаябо болотистая равнина, покрытая мангровым лесом.

## История
До 1976 провинция входила в состав ныне расформированной провинции Орьенте.

## Муниципалитеты
| №     | Муниципалитет  | Площадь, км² | Население, чел. (2004) | Плотность населения, чел./км² |
| ----- | -------------- | ------------ | ---------------------- | ----------------------------- |
| 1     | Манати         | 954,26       | 33 573                 | 35,18                         |
| 2     | Пуэрто-Падре   | 1180,23      | 93 705                 | 79,4                          |
| 3     | Хесус-Менендес | 637,38       | 51 002                 | 80,02                         |
| 4     | Махибакоа      | 622,25       | 40 264                 | 64,71                         |
| 5     | Лас-Тунас      | 895,34       | 187 438                | 209,35                        |
| 6     | Хобабо         | 885,79       | 49 403                 | 55,77                         |
| 7     | Коломбия       | 559,97       | 32 942                 | 58,83                         |
| 8     | Амансио        | 852,53       | 41 523                 | 48,71                         |
| Всего | Всего          | 6587,75      | 529 850                | 80,43                         |

## Экономика
Влажный климат способствуют выращиванию сахарного тростника. На остальной части основой экономики является выращивание крупного рогатого скота.

## Внешние ссылки
- Сайт провинциальной газеты
- Портал провинции